# Parodi cheroots
Il Parodi cheroots è un tipo di sigaro commercializzato dalla Gutab Trading srl. 
È stato presentato al pubblico nel 2010. È disponibile in confezione da 5 pezzi. 

## Caratteristiche
Caratteristica di questo sigaro è la forma cilindrica sfilata a differenza degli altri due sigari "Parodi", il Parodi Intero e il Parodi ammezzato dalla forma tipica del sigaro italiano intero o a tronco di cono. Il sigaro è confezionato completamente con tabacco kentucky di origine americana. Ha una lunghezza di 140 mm e un diametro di 8. Il trattamento della foglia di tabacco è “dark fire cured”. Il processo consiste  nell'affumicare le foglie utilizzando legna non resinosa e secca. Caratteristiche distintive del Parodi ammezzato:
- Produzione: Unione europea[2]
- Fascia: tabacco kentucky americano "dark fire cured"
- Ripieno: tabacco kentucky americano "dark fire cured"
- Lunghezza: 140 mm
- Diametro punte: 8 mm
- Peso: 6,33 gr
- Anno di uscita: 2010
- Disponibilità: in produzione
- Fascetta: nessuna